# Hàn Thác Trụ
Hàn Thác Trụ (chữ Hán: 韓侂胄, 1152 - 1207), tên tự là Tiết Phu, là tể tướng dưới triều Nam Tống trong lịch sử Trung Quốc. Ông nhờ thân phận con cháu của cố tể tướng Bắc Tống Hàn Kì, cháu rể của Ngô hoàng hậu mà được quan to. Cuối thời Tống Quang Tông, ông cùng Triệu Nhữ Ngu lấy cớ Quang Tông không chịu tang thượng hoàng để tôn lập Ninh Tông lên ngôi, sau đó thắng Triệu Nhữ Ngu trong cuộc đấu tranh chính trị, từ đó trở thành người nắm giữ triều chính. Từ năm 1205, ông tiến hành bắc phạt với nước Kim nhằm trả thù cho nỗi nhục Tĩnh Khang năm xưa, cùng thu phục lại lãnh thổ nhưng cuối cùng thất bại, bị các đại thần chống đối giết chết vào năm 1207. Thủ cấp của ông trở thành lễ vật của triều Tống trong hòa ước Gia Định về sau.

## Tham dự âm mưu đảo chính
Hàn Thác Trụ là tằng tôn (cháu bốn đời) của cố tể tướng thời Bắc Tống là Ngụy Trung Hiến vương Hàn Kì. Cha ông là Hàn Thành, kết hôn với Ngô thị em gái Hiến Thánh Từ Liệt hoàng hậu, nhờ đó được quan tới Bảo Ninh quân thừa tuyên sứ. Thác Trụ về sau tập ấm của cha, lần lượt trải qua các chức quan Các Môn chi hậu, Tuyên Tán xá nhân, Đái ngự khí giới. Cuối những năm năm Thuần Hi thời Tống Hiếu Tông, được phong Nhữ châu phòng ngự sứ, Tri Cáp Môn sự.
Năm 1294, Thượng hoàng Hiếu Tông băng hà. Quang Tông lấy cớ mắc không muốn chịu tang, trong ngoài ai nấy đều lo sợ. Trước kia khi Thọ hoàng sắp mất, các đại thần lũ lượt xin xa giá đến thăm hỏi nhưng Quang Tông không nghe. Thừa tướng Triệu Nhữ Ngu dẫn bách quan đến Giang Chiết đình chờ tội, Thác Trụ được lệnh của Thọ hoàng mà giải tán bọn họ về. Đến lúc này, Triệu Nhữ Ngu cho rằng Quang Tông mắc bệnh, muốn tôn hoàng tử Gia vương Khoáng lên ngôi nên liên hệ với ông để thực hiện kế hoạch. Thác Trụ vốn thân thiện với nội thị Trương Tông Doãn bên Từ Phúc cung (nơi ở của thái hoàng thái hậu Ngô thị), nên nhờ người này cho mình vào xin, đến hai lần mà Hiến Thánh cũng không cho. Thác Trụ lo sợ muốn lui, may thay có nội thị Quang Lễ bên cung Trùng Hoa cũng vào xin thái hoàng thái hậu định đoạt. Thái hoàng sau cùng đồng ý, sai Quan Lễ báo với Thác Trụ việc ngày mai mình sẽ buông rèm nhiếp chính và cho truyền Gia vương vào cung. Thác Trụ báo với Nhữ Ngu. Nhữ Ngu mời thêm Trần Quỳ, Dư Doan Lễ đến gặp, sai điện soái Quách Cảo nhân đêm tối đem binh chia ra bảo vệ đại nội nam bắc, quan lễ sử Phó Xương được lệnh bí mật làm hoàng bào. Ngày 24 tháng 7, Gia vương được đưa lên ngôi, tức là Tống Ninh Tông. Không lâu sau, Thái hoàng thái hậu hạ chiếu sách lập Sùng Quốc phu nhân Hàn thị - chất tôn nữ của Thác Trụ làm hoàng hậu.

## Đoạt quyền triều chính
Ninh Tông đăng cơ, Thác Trụ ỷ có công muốn được làm tướng, Triệu Nhữ Ngu nói
Ta là tông thân, ông là ngoại thích, sao có thể đòi thưởng công. Duy những đại thần khác thì phải có ban thưởng gì đó.
Và chỉ dùng Thác Trụ làm Nghi châu quan sát sứ kiêm Xu mật Đô thừa chỉ. Thác Trụ rất thất vọng, từ đó mang lòng oán hận Nhữ Ngu. Thác Trụ ý công nên ngày càng kiêu ngạo quá đáng. Một hôm lúc các quan chấp chính đang nghị sự thì Thác Trụ vào bộ đường đòi tham gia và bị Tả thừa tướng Lưu Chính đuổi cổ phải ra về. Không lâu sau Lưu Chính và Triệu Nhữ Ngu không đồng nhất ý kiến về việc xây sơn lăng cho Hiếu Tông, Thác Trụ nhân cơ hội gièm pha Lưu Chính với Ninh Tông. Kết quả là Ninh Tông hạ chiếu bãi chức Tả thừa tướng của Lưu Chính, dùng Nhữ Ngu làm Hữu thừa tướng. Triệu Nhữ Ngu tuy bất đồng ý kiến với Lưu Chính nhưng thực ra vẫn muốn cộng sự với ông, nay thấy Thác Trụ gièm pha đến nỗi Lưu Chính mất chức thì tỏ ra rất tức giận, sau nhờ có La Điểm can ngăn nên sự việc mới tạm dịu đi, nhưng Thác Trụ vẫn rất hận Ngữ Nhu không tiến cử mình.
Ít lâu sau La Điểm, Hoàng Thường qua đời, Thác Trụ tiến cử Kinh Thang làm Thiêm thư Xu mật viện sự để có thêm vây cánh. Triệu Nhữ Ngu cho rằng Kinh Thang không có tài chấp chính nhưng Ninh Tông không nghe và từ đó Kinh Thang cũng oán Nhữ Ngu. Lúc này Tri Cáp môn Lưu Nhược Bật khuyên Thác Trụ đưa người vào Thai gián để tìm cách bài xích Nhữ Ngu. Thác Trụ bèn đưa Lưu Đức Tú làm Giám sát ngự sử, Tạ Thâm Phủ làm Ngự sử trung thừa, Lưu Tam Kiệt và Lý Mộc cũng đưa vào thai gián. Chu Hi cùng Bành Quy Nhiên khuyên ngăn Ninh Tông, lại khuyên Nhữ Ngu đưa Thác Trụ ra ngoài để trừ hậu hoạn, Nhữ Ngu không nghe. Hữu chính ngôn Hoàng Độ dâng sớ tố cáo Hàn Thác Trụ là kẻ gian tà. Thác Trụ biết được, bèn đày Hoàng Độ ra làm tri phủ Bình Giang. Lúc này Thác Trụ thấy Chu Hi mỗi lúc giảng sách thường đàn hặc mình trước mặt Ninh Tông, nên rất oán hận, và gièm pha với Ninh Tông rằng Chu Hi là kẻ giảo hoạt. Ninh Tông bèn giáng chức Hoán chương các đãi chế và thị giảng của Chu Hi. Bành Quy Niên và một số đại thần liên danh xin giữ lại Chu Hi, đuổi cổ Thác Trụ nhưng Ninh Tông không nghe. Triệu Nhữ Ngu tìm cách lấy lại tờ chiếu rồi cũng vào triều can ngăn xin Ninh Tông hủy chiếu nhưng không được. Sau đó những đại thần không ăn cánh với Thác Trụ lần lượt bị giáng chức ra khỏi triều đình.
Tháng 2 năm 1195, Thác Trụ cùng Kinh Thang bàn với nha tìm cách cách lật luôn Triệu Nhữ Ngu. Ông đưa Lý Mộc người vốn thù ghét Nhữ Ngu - làm Hữu chính ngôn, đứng ra dâng sớ nói Nhữ Ngu là tông thân nếu làm tể tướng thì bất lợi cho xã tắc. Nhữ Ngu nghe tin liền ra Chiết Giang đình chờ tội. Ninh Tông bãi Nhữ Ngu thành Quan Văn điện đại học sĩ, tri Phúc châu. Mấy hôm sau, Tạ Thâm Phủ lại dâng sớ nói Nhữ Ngu mạo nhận tướng vị khiến Nhữ Ngu bị giáng làm Đề cử Đỗng Tiêu cung. Trực học sĩ viện Trịnh Thực không muốn thảo chiếu bãi miễn Triệu thừa tướng liền bị miễn quan. Binh bộ thị lang Chương Dĩnh và Thái phủ Tự thừa Lã Tổ Kiệm nói giúp Nhữ Ngu cũng bị bãi chức. Quốc tử tế tửu Lý Tường, bác sĩ tế tửu Dương Giản đều dâng sớ bênh vực Nhữ Ngu nhưng không được hồi đáp. Tháng 4 ÂL, Ninh Tông đổi dùng Dư Đoan Lễ làm Hữu thừa tướng, Trịnh Kiều làm Tham tri chính sự, Kinh Thang làm tri Xu mật viện sự, Tạ Thâm Phủ làm Thiêm thư Xu mật viện sự. Mấy hôm sau, sáu thái học sinh Dương Hoành Trung, Chu Đoan Triều, Trương Thủ, Lâm Trọng Lân, Tưởng Truyền, Từ Phạm cùng nhau quỳ ở cửa khuyết xin giữ lại Triệu thừa tướng và trừng phạt Lý Mộc liền bị đày đi 500 dặm.
Triệu Nhữ Ngu bị lưu đày đến Vĩnh châu rồi Nam An quân. Thác Trụ sai Hành thủ Tiền Mâu hạ nhục ông khiến Nhữ Ngu uất ức mà chết (1197).

## Khánh Nguyên đảng cấm
Sau đó Thác Trụ được phong chức Bảo Ninh quân tiết độ sứ, Đề cử Thần Hụu quan. Lúc này Tả thừa tướng Dư Đoan Lễ xin nghỉ, Kinh Thang là Hữu thừa tướng chuyên chính, liên kết với Hàn Thác Trụ gạt bỏ những đại thần được coi là chính nhân chí sĩ như Hà Đam, Lưu Đức Tú, Hồ Hoành. Ông dụng Hà Đạm, Hồ Niêm làm Ngôn quan, bài xích Ngụy học. Năm 1196, Kinh Thang liệt kê những đại thần chống, gọi họ là đồng đảng tuyên truyền Ngụy học, xin trị tội. Trung thư xá nhân Uông Nghĩa Đoan dẫn chuyện Lý Lâm Phủ thời nhà Đường, xin diệt trừ các danh sĩ của Ngụy học. Thác Trụ liên tiếp sai phe đảng gồm bọn Hồ Hoành, Thiệu Bao Nhiên dâng sớ bài xích tố cáo. Từ thời điểm này, triều đình chuyển sang dùng khoa cử tuyển chọn quan lại. Các sách như Lục kinh, Đại học, Luận Ngữ, Trung dung, Mạnh Tử đều bị cấm cả. Vào cuối năm 1196, Hồ Hoành lại hặc tội Chu Hi khiến Chu Hi bị mất chức và suýt nữa mất mạng. Đầu năm 1198, Vương Duyện ở Miện châu lại dâng sớ xin trị tội những người thuộc Ngụy học. Nhiều đại thần giữ chức vụ cao cũng bị cho là đồng đảng của Ngụy học, trong đó có cả Lưu Chính, Triệu Nhữ Ngu, Chu Tất Đại, Vương Lận, Chu Hi tổng cộng là 59 người. Còn Hàn Thác Trụ được phong Khai phủ nghi đồng tam ti.
Thai gián là cơ quan ngôn luận của triều đình nhưng đến đó chỉ còn lo chiều đón ý của Thác Trụ. Do Trần Cổ nhiều lần bài xích Chu Hi, Thác Trụ thích lắm nên phong cho ông ta làm Binh bộ thị lang, nhưng lại bị Thẩm Kế Tổ giết. Kế Tổ dâng sớ vu cho Chu Hi 10 tội lớn khiến ông này phải từ vị. Năm 1198, Lưu Tam Kiệt xin gọi Ngụy đảng là Nghịch đảng, rất vừa ý với Thác Trụ nên lên chức Hữu chính ngôn. Bọn Vương Duyện, Trương Nham, Trương Phủ cũng được làm quan to, tham dự vào chính quyền. Gián nghị đại phu Trình Tùng còn bỏ tiền mua một ca kĩ xinh đẹp dâng lên Thác Trụ, vì thế Thác Trụ bổ nhiệm ông ta là Đồng tri Xu mật viện sự. Thầy dạy vỡ lòng cho Thác Trụ là Trần Tư Cường được vào Khai phủ, sang năm 1200 dùng làm Thiêm thư xu mật viện sự.

## Tể tướng chuyên quyền
Năm 1198, Hàn Thác Trụ được bái làm Thiếu phó, Dự quốc công. Có Thái Liễn trước kia đắc tội với Triệu Nhữ Ngu, nay Thác Trụ dùng hắn tố cáo Nhữ Ngu có chí khác để ngăn cấm thân tín của ông ta trỗi dậy. Năm 1199, phong tước Bình Nguyên quận vương. Tháng 10 ÂL năm 1200 phong làm Thái phó. Lúc đó có ẩn sĩ Lã Tổ Thái (em của Lã Tổ Kiệm) giữ chức Bố y Vụ châu đánh trống dâng thư trước điện, xin giết Hàn Thác Trụ, trừng trị bọn Trần Tự Cường, Tô Sư Đán. Triều đình bàn luận xôn xao. Trình Tùng là bạn Tổ Thái cùng thị ngự sử Trần Đảng dâng sớ nói Tổ Thái ăn nói bừa bãi. Tổ Thái bị đánh 100 trượng, thích chữ vào mặt, đày ra Khâm châu. Sang năm 1201, Hàn Thác Trụ được tấn phong làm Thái sư, Bình chương quân quốc trọng sự; chức vị cao nhất trong triều đình.
Việc Đảng cấm tuy là ý của Thác Trụ, nhưng người thực hiện là Kinh Thang. Lúc Thang chết đi, Hà Đam, Lưu Đức Tú và Hồ Hoành cũng mất lòng Thác Trụ, đã bãi chức. Thác Trụ hơi lo sợ các đại thần chống đối mình, nên theo lời Trương Hiếu Bá, Trần Cảnh Tư, xin Ninh Tông phục hồi quan tước cho Triệu Nhữ Ngu, Lưu Chính, Chu Hi, Chu Tất Đại. Tháng 6 năm 1203, Trần Tự Cường được bổ làm Hữu thừa tướng, tạo thêm vây cánh cho Thác Trụ trong triều. Ngoài ra ông còn dùng gia thần Tô Sư Đán làm Khu mật viện Đô thừa chỉ (1202), vây cánh của Thác Trụ đã đầy triều.
Lúc này Ninh Tông bàn đến chuyện lập kế hậu. Từ sau khi Cung Thục hoàng hậu qua đời, trong cung có hai phi tần được sủng ái là Dương quý phi và Tào mĩ nhân. Dương quý phi thông thuộc kinh sử, tính cách cần mẫn nhạy bén, còn Tào mĩ nhân dịu dàng nhu thuận. Ý Ninh Tông muốn lập Dương quý phi, nhưng Hàn Thác Trụ cho rằng Dương phi sắc sảo mưu sâu, e không phải là phúc của xã tắc, lại muốn lập Tào thị. Nhưng Ninh Tông không theo, vẫn lập Dương quý phi làm hoàng hậu. Do việc này mà Dương hậu sinh oán hận với Thác Trụ.

## Phát động bắc phạt
Năm 1203, Đặng Hữu Long đi sứ nước Kim trở về tấu rằng nước Kim suy yếu, Kim chủ Cảnh hôn dung nhu nhược bên ngoài có Thát Đát quấy nhiễu vùng biên, trong nước dân tình khốn khổ, trong triều có sủng phi lộng thần nắm quyền, sẽ mau chóng mất nước. Hàn Thác Trụ nghe tin, rất vui mừng và tích cực chuẩn bị đánh Kim, khôi phục Trung Nguyên. Ngay mùa đông năm đó, Thác Trụ dùng Tham tri chính sự Trương Nham suất quân Hoài Đông, Đồng tri Xu mật viện Trình Tùng xuất quân Hoài Tây, Khâu Sùng giữ Minh châu, Tân Khí Tật cầm quân ở Chiết Đông, Lý Dịch làm Kinh Ngạc đô thống kiêm tri Tương Dương, bề ngoài nói là đề phòng giặc cướp gây hấn nhưng thực chất là chuẩn bị bắc phạt. Lại thêm có An phủ sứ Chiết Đông Tân Khí Tật dâng sớ nói nước Kim sẽ mất, Trịnh Dĩnh, Đặng Hữu Long phụ hòa vào, nên ý muốn bắc phạt của Thác Trụ càng mạnh. Dương Phụ, Phó Bá Thành cho rằng không nên dùng binh, liền bị bắt tội.
Để bắt đầu việc bắc phạt, Thác Trụ đề nghị cho truy phong Nhạc Phi và Hàn Thế Trung. Trước đó vào thời Hiếu Tông, Hàn Thế Trung được truy phong làm Đan vương, Nhạc Phi chỉ được ban thụy Vũ Mục. Nay Thác Trụ cho lập miếu của Thế Trung, truy phong Nhạc Phi là Ngạc vương, Lưu Quang Thế là Phu vương (1204). Lại truy đoạt quan tước của Tần Cối, cải thụy là Mậu Sửu (nghĩa là "xằng bậy"). Thác Trụ sai Hứa Cập Chi trấn giữ Kiến Khang, Phí Sĩ Dần giữ Hưng Nguyên nhưng cả hai không chịu liền bị bãi chức. Thác Trụ dùng Trương Hiếu Bá, Trương Nham làm Tham tri chính sự, Tiền Tượng Tổ đồng tri Xu mật viện sự. Vào tháng 12 ÂL năm 1204, Trần Tự Cường xin theo khuôn khổ thời vua Hiếu Tông, lập ti Quốc dụng để kiểm soát tài chính. Ninh Tông nghe theo, dùng Trần Tự Cường, Phí Sĩ Dần, Trương Nham đứng đầu ti này. Hộ bộ thượng thư Lý Đại Tín dâng thư can gián nên bị Hàn Thác Trụ điều ra phủ Bình Giang. Ba kẻ kia nắm được ti Quốc dụng và ra sức vơ vét tiền của nhân dân khiến châu quận tao động. Thác Trụ tiếp tục cho đào sông, mở đường, chế tạo vũ khí, rèn luyện quân đội... chuẩn bị tiến lên miền bắc.
Năm 1205, Ninh Tông cải niên hiệu là Khai Hi. Lấy Hoàng Phủ Bân làm tri phủ Tương Dương, thất lộ chiêu thảo phó sứ, Quách Nghê làm Tri phủ Dương châu kiêm Sơn Đông, Kinh Đông chiêu phủ sứ. Ninh Tông còn cho Hàn Thác Trụ ba ngày mới phải lên triều một lần, để ấn tam tỉnh ở tư đệ của ông, quyền thế của Thác Trụ đã mạnh lại dùng Tô Sư Đán làm An Viễn quân tiết độ sứ, Cáp Môn sự. Trong năm này, Vũ học sinh Hoa Nhạc dâng sớ xin chém Hàn Thác Trụ, Tô Sư Đán, Chu Quân để tạ thiên hạ. Thác Trụ giận lắm, đày Hoa Nhạc ra phủ Kiến Ninh.
Nghe tin triều Tống động binh, bên Kim cử Bộc Tán Quỹ đưa quân đến Biện Kinh phòng thủ. Lúc này Thác Trụ đã dùng Khâu Sùng làm Giang Hoài tuyên phủ sứ, Trình Tùng làm Tứ Xuyên tuyên phủ sứ, Ngô Hi làm phó sứ, lệnh các nơi gia tăng quân số. Bộc Tán Quỹ cử sứ đến Lâm An, hỏi về việc hòa nghị Long Hưng trước kia, triều Tống trả lời rằng tăng quân để đề phòng giặc cướp. Vua Kim bèn cho án binh bất động. Lúc sứ Kim là Triệu Chi Kiệt đến Tống, Thác Trụ lệnh Lễ tán quan thách đấu bằng cách xúc phạm Kim Thế Tông, Chi Kiệt tức giận vào triều hỏi nguyên do. Chu Chất nói sứ Kim vô lễ phải chém, Ninh Tông không nghe và cho Chi Kiệt trở về. Chi Kiệt giận dữ bỏ về nước. Tiền Tượng Tổ dâng sớ nói lúc này chưa nên dùng binh với Kim, Thác Trụ không nghe và bãi chức Tượng Tổ.
Thác Trụ dùng Ngô Hi làm Thiểm Tây, Hà Đông chiêu phủ sứ, Quách Nghê làm Sơn Đông, Kinh, Lạc chiêu phủ sứ, Triệu Thuần kiêm chức Kinh Tây Bắc lộ chiêu phủ sứ. Quân Tống khởi đầu thuận lợi, lấy được của Kim bốn châu tân Tức, Bảo Tín, Dĩnh Thượng, Hồng Huyền. Thác Trụ sai Trực học sĩ Lý Bích thảo chiếu phạt Kim. Chiếu viết
Đạo trời vốn sẵn đẹp, Trung Quốc tất phải giữ cái lý của mình, lại được lòng người quy thuận, quyết báo cựu thù. Bọn Rợ ngu xuẩn kia dựa vào minh ước mà sinh sát trăm họ, tham lam vơ vét. Điều đó ta không muốn nhưng chúng cho là đúng. Chúng đã đưa quân cướp sách, đốt sạch khác nào bầy dã thú. Nay kẻ có tội phải bị trừng phạt; ta sẽ ra quân với thế lực hùng mạnh để giành lại quyền lợi cho trăm họ. Xa gần được tin thảy đều xúc động. Quân dân phải nhớ đến nỗi nhục của tổ tông, gắng sức lập công, không được bỏ lỡ cơ hội này.
Tuy nhiên diễn biến chiến trường ngày một xấu đi. Hai tướng Kim là Bộc Tán Quỹ và Hoàn Nhan Khuông đánh bật quân của Quách Nghê ra khỏi Kì châu. Hoàng Phủ Bân bại binh ở Đường châu, Lý Sảng đánh Thọ châu thất bại. Lúc này Ngô Hi ở đất Thục lại mưu phản, sai người đến nước Kim đầu hàng, cầu phong, tình nguyện dâng bốn châu ở Thiểm Tây là Giới, Thành, Hòa, Phượng. Thác Trụ muốn lấy lòng Ngô Hi nên phong cho ông ta làm Thục vương, không ngờ Chu Hi đã nhận tước vương theo sắc phong của giặc Kim. Tuy nhiên sang năm 1207, Hi bị An Bính giết chết, bốn châu Thiểm Tây trở về với Tống.
Về phần Hàn Thác Trụ thấy quân Tống liên tục thua trận thì lo lắng, đến tháng 6 ÂL bèn bãi chức Đặng Hữu Long, lấy Khâu Sùng làm Lưỡng Hoài tuyên phủ sứ, đóng ở Dương châu. Thác Trụ lại hối hận vì đã dùng binh, cứ oán hận Tô Sư Đán đề nghị bậy bạ nên theo lời Lý Bích mà bãi chức Sư Đán, tịch thu gia sản, an trí ở Thiều châu; lấy Trương Nham làm tri Xu mật viện sự, Lý Bích làm Tham tri chính sự. Tháng 8 ÂL năm đó, triều đình trị tội các tướng bại trận, trong đó Quách Trác bị chém đầu ở Kinh Khẩu, Lý Nhữ Dực, Vương Đại Tiết, Lý Sảng bị đày ra Lĩnh Nam.
Cuối năm 1206, Bộc Tán Quỹ phân quân thành chín lộ đánh xuống phía nam. Hàn Thác Trụ thất kinh, lo nghĩ đến nỗi sau một đêm thì tóc đã bạc trắng, sau đó vội điều Khâu Sùng giữ chức Thiêm thư Xu mật viện sự, đốc binh mã Giang Hoài để chống Kim. Có người khuyên Khâu Sùng bỏ Hoài, giữ Giang. Khâu Sùng nói
Nếu bỏ Hoài thì địch sẽ áp sát Giang. Ngang nhiên dâng hiểm địa Trường Giang cho địch thì đại sự còn gì nữa. Ta chỉ còn biết sống chết với Hoài Nam, không còn cách nào.
Khâu Sùng phòng giữ Lưỡng Hoài, giao tranh với quân Kim nhiều trận vẫn chưa phân thắng thua, kéo dài đến giữa năm 1207. Bộc Tán Quỹ thấy không thể đánh nhanh thắng nhanh nên sinh ra mệt mỏi, lại thêm tình hình Thiểm Tây bất lợi bèn nảy ra ý giảng hòa, mới sai Hàn Nguyên Tĩnh (cháu năm đời của Ngụy Trung Hiến vương Hàn Kì) sang trại quân Tống bàn định nghị hòa, đe dọa sẽ san phẳng phần mộ tông tộc Hàn thị ở Tương châu. Hàn Nguyên Tĩnh sang Tống báo với Khâu Sùng ý định nghị hòa của người Kim. Khâu Sùng cũng sai Lưu Tá đến gặp Bộc Tán Quỹ yêu cầu văn thư nghị hòa và các điều khoản. Bộc Tán Quỹ muốn triều Tống xưng thần, cắt đất, nộp đầu kẻ gây sự, Khâu Sùng trả lời bọn Tô Sư Đán đã bị cách chức, Bộc Tán Quỹ nói
Hàn Thác Trụ nếu không muốn dùng binh thì Tô Sư Đán có dám gây sự không. Rõ ràng các vị đang lừa ta.
Khâu Sùng sai sứ sang trại Kim, hứa trả lại Hoài Bắc và tiền triều cống trong năm, Bộc Tán Quỹ tạm lui về Hạ Thái. Đầu năm 1207, Khâu Sùng sai người về triều báo về đòi hỏi giết kẻ chủ mưu của Bộc Tán Quỹ. Hàn Thác Trụ giận quá liền bãi chức tuyên phủ sứ của Khâu Sùng, dùng Trương Nham lên thay. Trong lúc đó quân Kim lại chuẩn bị đánh tiếp, đã phá Giai châu, đánh Tương Dương, trong khi đất Thục vẫn đang bị nguy cấp. Lúc đó Bộc Tán Quỹ đã chết, Hàn Thác Trụ quyết định sai Tiêu Sơn thừa Phương Tín Nhụ đi sứ nước Kim bàn việc nghị hòa. Người Kim đòi Tống xưng thần cắt đất và nộp đầu kẻ gây sự, Tín Nhụ không chịu và bị Kim bắt giữ. Mãi đến khi An Bính lấy lại Đại Tản quan, Hoàn Nhan Tông Hạo đành cho Tín Nhụ được cầm phúc thư quay về, trong thư yêu cầu Tống triều xưng thần, giữ nguyên biên giới Hoài Hà; hoặc nếu vẫn muốn làm nước cháu thì phải cắt Lưỡng Hoài lấy Trường Giang làm ranh giới, đồng thời nộp đầy kẻ gây sự, tăng thuế năm vạn, một ngàn vạn tiền khao quân sĩ. Phương Tín Nhụ vào yết kiến, báo với Thác Trụ
Người Kim muốn năm khoản: Cắt Lưỡng Hoài, Tăng thuế, Trả lại những kẻ bị bắt, Nộp tiền khao quân. Còn điều thứ năm thực không tiện nói ra.
Thác Trụ bảo nói thẳng. Tín Nhụ đáp
Thứ năm là nộp thủ cấp thái sư.
Thác Trụ biến sắc, phẩy tay đứng dậy rồi tâu xin Ninh Tông, bãi quan Tín Nhụ ba bậc, điều ra Giang Lâm Quân. Lại dùng Triệu Thuần làm Tuyên Hoài chế trí sứ thay Trương Nham trấn giữ Giang Hoài vào tháng 9 ÂL, chuẩn bị bắc phạt một lần nữa. Trăm họ ở Lưỡng Hoài trước đây vì việc bắc phạt của Thác Trụ đã phải chịu rất nhiều khổ cực, đến đây nghe Thác Trụ lại muốn dùng binh thì trong ngoài đều oán hận.

## Bị giết ở cầu Lục Bộ
Lễ bộ thị lang Sử Di Viễn là con của cố tướng Sử Hạo, đậu tiến sĩ năm Thuần Hi 14, trước tình thế đó chủ trương phản đối Thác Trụ ra quân nhưng không được. Lại dâng sớ xin giết Hàn Thác Trụ để yên đất nước, Ninh Tông không theo. Dương hậu ở trong cung cũng oán ghét Thác Trụ nay muốn báo thù. Bà ta sai Hoàng tử Vinh vương Nghiễm đàn hặc Thác Trụ, Ninh Tông vẫn do dự. Dương hậu phụ họa vào, nói
Ai chẳng biết Hàn Thác Trụ gian tà, nhưng thế lực của hắn mạnh nên không dám nói. Đại thể đến nước này rồi mà Bệ hạ vẫn chưa biết sao?.
Ninh Tông chưa tin. Dương hậu tấu xin cho anh mình là Dương Thứ Sơn lo liệu việc đó, Ninh Tông chuẩn y. Dương Thứ Sơn báo việc với Sử Di Viễn, Di Viễn cho mời Tiền Tượng Tổ về hỏi kế. Lại báo việc với Lý Bích, Bích cũng tán thành. Sử Di Viễn xin chiếu của Ninh Tông, viết rằng
Hàn Thác Trụ nhậm quốc chính, gây việc can qua, khiến nam bắc sinh linh tổn hại vô kể, bãi Bình chương quân quốc sự. Trần Tự Cường a tòng làm theo, không thể cho dự việc chính, bãi Hữu thừa tướng.
Thác Trụ nghe phong phanh có kẻ chống mình, nhưng Lý Bích trấn an ông, rồi báo cho Sử Di Viễn. Di Viễn quyết định giết quách Thác Trụ đi để tránh hậu hoạn, sai người báo cho Dương hậu. Dương hậu lệnh Tiền Tượng Tổ cầm ngự chỉ triệu chủ quản cung điện Hà Chấn dẫn 300 quân sĩ phục ở cầu Lục Bộ. Đêm hôm đó là sinh thần Thác Trụ, trong phủ yến ẩm suốt đêm. Chu Quân là tay chân của Thác Trụ, báo việc này, nhưng Thác Trụ lắc đầu, vứt tờ giấy vào lò than, bảo là không ai dám hại mình đâu. Sáng hôm sau, ngày Ất Hợi (3) tháng 11 (24 tháng 11), Thác Trụ lên triều, Chu Quân ra ngăn. Thác Trụ bảo
Chúng muốn chết hay sao mà làm loạn.
Rồi lên đường. Đến cầu Lục Bộ thì gặp Hạ Chấn chực sẵn. Chấn sai Trịnh Phát, Vương Bân bắt Thác Trụ quỳ xuống nghe chỉ. Hạ Chấn dùng gậy sắt đánh chết Thác Trụ. Năm đó ông 56 tuổi, nắm quyền 14 năm.

## Hậu sự
Sau cái chết của Hàn Thác Trụ, Trần Tự Cường cũng bị mất chức. Thái gián dâng bản luận tội Thác Trụ, Ninh Tông vẫn chưa dám phê chuẩn. Mãi cho đến khi biết Thác Trụ đã chết, Ninh Tông mới dám cầm bút phê chuẩn: Tịch thu gia sản Thác Trụ, lưu đày thê thiếp và con cháu ông, giết Tô Sư Đán, lưu đày bọn Trần Tự Cường, Quách Nghê, Đặng Hữu Long, Trương Nham, Hứa Cập Chi... và cả Lý Bích.
Đầu năm 1208, Ninh Tông hạ chiếu cải nguyên là Gia Định và quyết kế nghị hòa với Kim. Vương Nam được cử đi sứ, đề nghị theo cố sự những năm Tĩnh Khang, xưng nước bác nước cháu, tăng tiền thuế lên 30 vạn, 300 vạn tiền khao quân sĩ và hứa nộp đầu bọn Tô Sư Đán. Hoàn Nhan Khuông giao thư của Kim Chương Tông cho Vương Nam đưa về nam, trong thư vẫn đòi thủ cấp của Thác Trụ. Đúng lúc đó, Tiền Tượng Tổ sai người đến Kim báo việc Xá Trụ đã bị giết, Hoàn Nhan Khuông bèn lệnh Vương Nam về nước đem thủ cấp Thác Trụ đến. Ninh Tông triệu bách quan đến bàn, Lại bộ thượng thư Lâu Dược khuyên Ninh Tông nộp thủ cấp Thác Trụ. Có chiếu cho phủ Lâm An mở quan tài Thác Trụ cắt lấy thủ cấp. Thi hài ông được vùi ngay bên cạnh mẫu thân là Ngụy Quốc phu nhân. Lại thêm thủ cấp Tô Sư Đán, gói lại rồi nộp sang bên Kim.
Kim Chương Tông ngự ở Ứng Thiên Môn, cho dựng sào treo thủ cấp Hàn Thác Trụ, Tô Sư Đán để chúng đại thần xem rồi cất vào ngục, sau lệnh Hoàn Nhan Khuông bãi binh về triều, trả lại các đất đã chiếm. Vương Nam ký vào bản hòa ước Gia Định có nội dung cơ bản gồm các khoản
1. Giữ nguyên biên giới như trước, hai bên từ nước chú (Kim) và nước cháu (Tống) đổi thành nước bác (Kim) và nước cháu (Tống)
2. Tiền triều cống mỗi năm 300.000 lạng bạc, 300.000 tấm lụa
3. Tống phải nộp tiền khao quân vàng bạc mỗi loại 3.000.000 lạng[15]